# Monte Wrangell
El monte Wrangell (en inglés: Mount Wrangell) es un enorme volcán en escudo estadounidense situado en el parque nacional y reserva Wrangell-San Elías, administrativamente en el Área censal de Valdez-Cordova  del sudeste de Alaska. Culmina a 4317 m  de altitud en las montañas Wrangell y el escudo se eleva más de 3700 m por encima del río Copper en su suroeste. Su volumen es de más de 920 km³, lo que lo hace más del doble del monte Shasta en California, el mayor estratovolcán por volumen de las Cascadas. Forma parte del campo volcánico Wrangell, que se extiende más de 250 km a través de la parte sur-central de Alaska hasta el Territorio del Yukón, y tiene una historia eruptiva que abarca desde el Pleistoceno hasta el Holoceno. 

## Descripción
El moderno monte Wrangell, formado sobre los restos de un volcán de mediados del Pleistoceno, tiene una historia eruptiva que abarca desde hace 750 000 años hasta las pequeñas erupciones freáticas de 1884. El volcán en escudo tiene una caldera llena de hielo de 4 por 6 km de diámetro en la cima de la amplia cima del Wrangell. La caldera se formó aparentemente por hundimiento en lugar de por grandes erupciones explosivas. La caldera está a su vez bordeada por tres pequeños cráteres, que a menudo muestran actividad fumarólica con plumas de vapor que a veces pueden verse desde la distancia. La cumbre principal se encuentra en el lado norte de la caldera, mientras que la cumbre oeste se eleva a 4271 m. La región de la cumbre, que supera los 4000 m de altitud, tiene un tamaño de más de 3 por 8 km. Un cono de ceniza muy grande, el monte Zanetti de 3965 m, se eleva casi 300 m sobre el flanco noroeste de Wrangell y es la fuente de algunos flujos de lava.
El monte Wrangell está cubierto casi en su totalidad por un campo de hielo que persiste año tras año. El glaciar más grande de Wrangell es el glaciar Nabesna, la fuente del río Nabesna.  Otros glaciares del monte Wrangell son el Cheshnina, el Chetaslina, el Chichokna, el Dadina y el Copper. 
El Wrangell fue el primer volcán alto de la cordillera de Wrangell en ser escalado. Su cima puede ser visitada por un avión equipado con esquís.

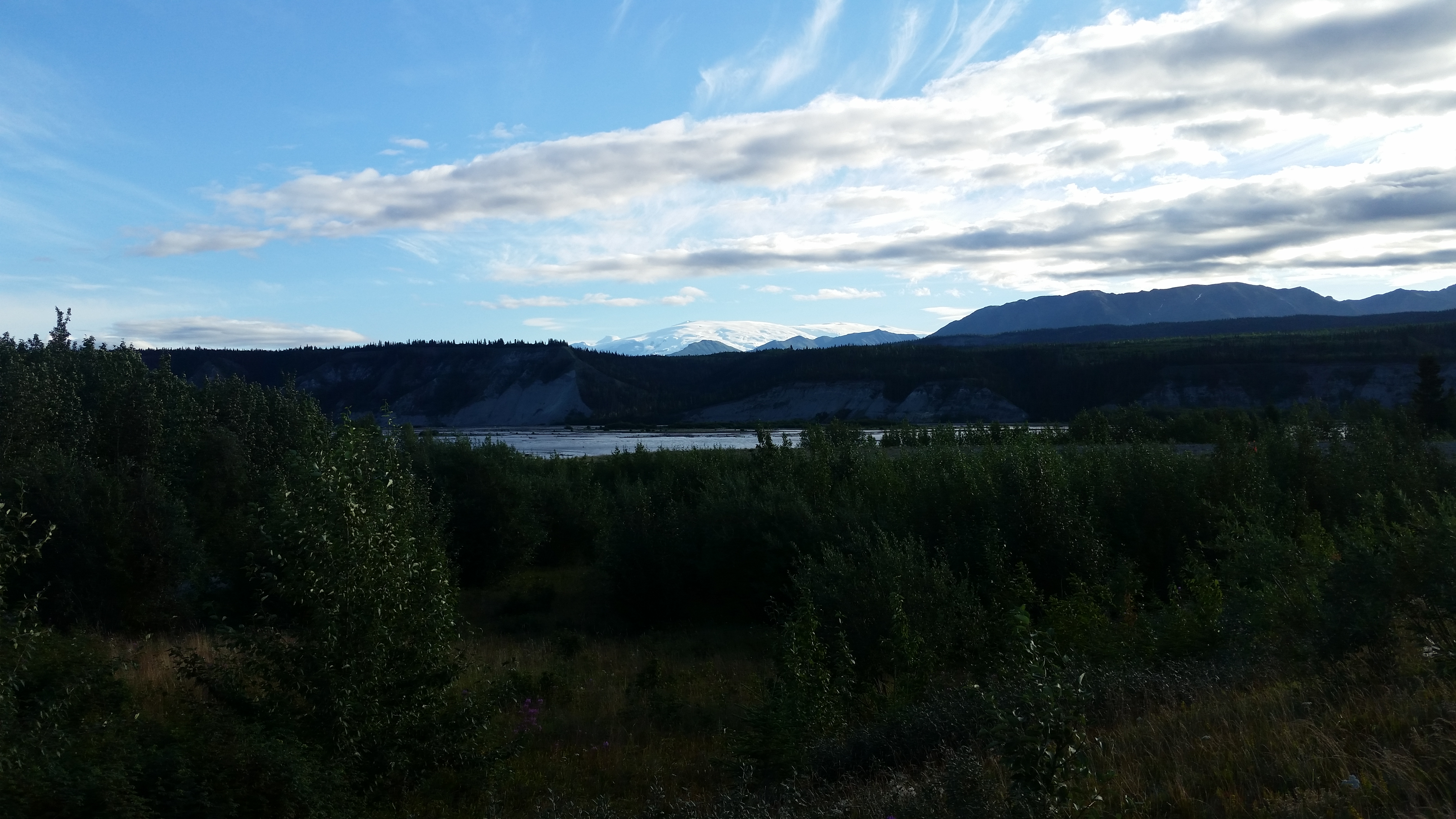
El monte Wrangell visto desde el aeropuerto de Chitina

## Nombre
El monte Wrangell [rang-guhl] recibió su nombre del almirante ruso Ferdinand von Wrangel (o Wrangell), gobernador de la América rusa de 1830 a 1836. La gente de Ahtna lo llama K'elt'aeni, «el que controla el clima», con el nombre alternativo Uk'elsi, «el que tiene humo» cuando está activo. En algunos mapas anteriores a 1900, el Wrangell fue etiquetado como monte Tillman.

## Actividad volcánica
El Wrangell es el único volcán del campo volcánico Wrangell que ha registrado históricamente erupciones, generalmente en forma de pequeñas explosiones de vapor y ceniza. Se han registrado informes de actividad en 1784 y 1884-1885. La erupción de 1784 y otra que se afirma que ocurrió en 1760 están en disputa. La erupción de 1884-1885 fue reportada por el prospector local Jon Bremner. Un informe de 1890 menciona un resplandor visible. El Wrangell también emite ocasionalmente cenizas, que se pueden ver cubriendo la nieve de la cumbre. La mayor parte de la montaña se fue formando por grandes flujos de lava de hace 600 000 a 200 000 años. Se cree que la caldera de la cumbre se derrumbó en los últimos 200 000 años, y puede haberse derrumbado hace 50 000 años. El monte Zanetti tiene unos 25 000 años.
La cantidad de calor geotérmico emitido por el Wrangell aumentó desde la década de 1950 hasta la de 1980, lo que aumenta la posibilidad de una futura erupción. El flujo de calor fue lo suficientemente alto como para derretir el hielo alrededor de los cráteres y crear cuevas de hielo y pequeños lagos en el cráter norte, con aproximadamente 100 millones de metros cúbicos de hielo derretidos en 1986. Desde entonces, la producción de calor ha disminuido y el hielo se ha vuelto a acumular.